# Кудь Мусій Васильович
Мусій Васильович Кудь (1891, хутір Більки Полтавської губернії, тепер затоплений населений пункт на території Чорнобаївського району Черкаської області — ?) — український радянський діяч, голова колгоспу імені XVIII партз'їзду села Мутихи Іркліївського району Полтавської області (тепер Чорнобаївського району Черкаської області). Депутат Верховної Ради СРСР 2—3-го скликань.

## Життєпис
Народився в бідній селянській родині. Наймитував, працював у власному сільському господарстві.
У 1912—1917 роках служив у російській імператорській армії, учасник Першої світової війни.
Після демобілізації повернувся на Полтавщину, працював у власному сільському господарстві.
З кінця 1920-х років — колгоспник, бригадир рільничої бригади, завідувач господарства, а з 1934 року — голова колгоспу «Червоний наддніпрянець» Іркліївського району Полтавщини.
У 1940—1941 роках — голова колгоспу імені XVIII партз'їзду села Мутихи Іркліївського району Полтавської області.
Перед початком німецько-радянської війни активно займався переселенням колгоспу в район Халкідон, станція Манзовка (зараз смт. Сібірцево) Приморського краю РРФСР. Було збудовано близько 40 нових хат. Велась активна агітація серед жителів сіл Самовиця, Мутихи і Більки по переселенню їх сімей на нові місця за 120 км. на північ від Владивостока.
У 1941—1944 роках — рахівник колгоспу імені Української військової округи (УВО) Чернігівського району Приморського краю РРФСР.
У лютому 1944 року Мусій Кудь повернувся в село Мутихи з Приморського краю і знову очолив колгосп.
У 1944—1954 роках — голова колгоспу імені XVIII партз'їзду села Мутихи Іркліївського району Полтавської області (тепер Чорнобаївського району Черкаської області).
Потім — на пенсії.